# Laza (gmina)
Laza – gmina w Rumunii, w okręgu Vaslui. Obejmuje miejscowości Bejenești, Laza, Râșnița i Sauca. W 2011 roku liczyła 3114 mieszkańców.